# Paul Singer
Paul Singer ou Paul Israel Singer (Viena, 24 de março de 1932 – São Paulo, 16 de abril de 2018) foi um economista, professor e escritor brasileiro nascido na Áustria.

## Biografia
Paul Singer nasceu numa família de pequenos comerciantes judeus, estabelecidos em Erlaa, subúrbio operário de Viena. Em 1938 a Áustria foi anexada à Alemanha, e a perseguição aos judeus se intensificou. A família decidiu emigrar e, em 1940, radicou-se no Brasil, onde já tinha alguns parentes, estabelecidos em São Paulo. Em 1948 se encontrava no movimento de cunho kibutziano Dror (atual Habonim Dror). Em 1951 Singer formou-se em eletrotécnica no ensino médio da Escola Técnica Getúlio Vargas de São Paulo, exercendo a profissão entre 1952 e 1956. Nesse período, filiou-se ao Sindicato dos Metalúrgicos de São Paulo, militando no movimento sindical. Como trabalhador metalúrgico, liderou a histórica greve dos 300 mil, que paralisou a indústria paulistana por mais de um mês, em 1953.
Obteve a nacionalidade brasileira em 1954.
Posteriormente, estudou economia na Universidade de São Paulo, ao mesmo tempo em que desenvolvia atividade político-partidária, no PSB. Graduado em 1959, no mesmo ano participou da fundação da Polop, organização política constituída por membros da ala esquerda do PSB.
Em 1960, inicia sua atividade docente na USP, como professor assistente. Em 1966, obteve o grau de doutor em Sociologia com um estudo sobre desenvolvimento econômico e seus desdobramentos territoriais, abordando cinco cidades brasileiras – São Paulo, Belo Horizonte, Blumenau, Porto Alegre e Recife - na Faculdade de Filosofia, Letras e Ciências Humanas da Universidade de São Paulo. A tese deu origem ao livro Desenvolvimento Econômico e Evolução Urbana, sob orientação do professor Florestan Fernandes.
Também era professor-titular da Faculdade de Economia, Administração e Contabilidade da Universidade da mesma universidade.
Entre 1966 e 1967 estudou demografia na Universidade Princeton, nos Estados Unidos. Em 1968 apresentou sua tese de livre-docência Dinâmica populacional e Desenvolvimento. Nesse mesmo ano, retoma suas atividades como professor da USP até ter seus direitos políticos cassados pelo AI-5 e ser aposentado compulsoriamente, em razão de suas atividades políticas, em 1969.
Nesse mesmo ano, com vários outros pesquisadores e professores expulsos da universidade ou simplesmente discordantes do regime, como Celso Lafer, Eunice Ribeiro Durham, Fernando Henrique Cardoso, José Arthur Giannotti,  Ruth Corrêa Leite Cardoso, Carmen Sylvia Junqueira,  Paulo Sandroni,  participa da fundação do CEBRAP - Centro Brasileiro de Análise e Planejamento, que se constituiu em importante núcleo da intelligentsia brasileira de oposição à ditadura militar, então vigente no país. Atuou no Cebrap até 1988, antes de ser nomeado Secretário Municipal de Planejamento de São Paulo.
A partir de 1979 voltou à atividade docente, como professor da Pontifícia Universidade Católica de São Paulo (PUC-SP), onde permanece por quatro anos, tendo sido chefe do Departamento de Economia e membro do Conselho Universitário.
Em 1980 ajudou a fundar o Partido dos Trabalhadores, ao lado de outros intelectuais historicamente ligados à esquerda, como Francisco Weffort, Plínio de Arruda Sampaio, Perseu Abramo, Mário Pedrosa, Sérgio Buarque de Holanda, Chico de Oliveira e Vinícius Caldeira Brant.
No ano seguinte, em 1981, integrou a 1ª Diretoria Executiva da Fundação Wilson Pinheiro, fundação de apoio partidária instituída pela PT, antecessora da Fundação Perseu Abramo.
Em 1989 foi convidado pela então prefeita de São Paulo, Luiza Erundina, a assumir a Secretaria de Planejamento do município, ocupando o posto durante todo o seu mandato, que terminou em 1992.
Trabalhando recentemente com o tema da economia solidária, o professor Singer ajudou a criar a Incubadora Tecnológica de Cooperativas Populares da USP em 1998, quando foi convidado pela CECAE a assumir o cargo de coordenador acadêmico da incubadora. A partir de junho de 2003, Singer passa a ser o titular da Secretaria Nacional de Economia Solidária (SENAES), que implementou, a partir de junho de 2003, no âmbito do Ministério do Trabalho e Emprego.
Em 13 de março de 2009 foi condecorado com a Grande Ordem do Mérito da República da Áustria, em cerimônia realizada na residência do Cônsul Geral da Áustria, em São Paulo.
Viúvo da socióloga Melanie Berezovsky Singer (1932-2012), era pai do cientista político André Singer (filho do primeiro casamento, com a linguista Eveline Elene Pape), da jornalista Suzana Singer e da socióloga Helena Singer (do segundo casamento, com Melanie).
Paul Singer morreu em São Paulo, em 16 de abril de 2018.

## Economia solidária
Seus últimos estudos foram sobre Economia Solidária e projetos voltados ao desenvolvimento local.
Em 2011, trabalhando com o governo federal, como Secretário Nacional de Economia Solidária do Ministério do Trabalho e Emprego, Singer apresentou suas ideias a respeito dos bancos comunitários. Singer acreditava que esses bancos são instrumentos para a erradicação da miséria.

## Principais livros publicados
- Introdução à Economia Solidária. São Paulo: Editora Fundação Perseu Abramo, 2002.
- Para entender o mundo financeiro. São Paulo: Contexto, 2000.
- O Brasil na crise: perigos e oportunidades. São Paulo: Contexto, 1999. 128 p.
- Globalização e Desemprego: diagnósticos e alternativas. São Paulo: Contexto, 1998.
- Uma Utopia Militante. Repensando o socialismo. Petrópolis: Vozes, 1998. 182 p.
- Social exclusion in Brazil. Geneva: Internacional Institute for Labour Studies, 1997. 32 p.
- São Paulo's Master Plan, 1989-1992: the politics of urban space. Washington, D.C.: Woodrow Wilson International Center for Scholars, 1993.
- O que é Economia. São Paulo: Brasiliense, 1998.
- São Paulo: trabalhar e viver. São Paulo: Brasiliense, 1989. Em co-autoria com BRANT, V. C.
- O Capitalismo - sua evolução, sua lógica e sua dinâmica. São Paulo: Moderna, 1987.
- Repartição de Renda - ricos e pobres sob o regime militar. Rio de Janeiro: Zahar, 1986.
- A formação da classe operária. São Paulo: Atual, 1985.
- Aprender Economia. São Paulo: Brasiliense, 1983.
- Dominação e desigualdade: estrutura de classes e repartição de renda no Brasil. Rio de Janeiro: Paz e Terra, 1981.
- SINGER, P. I. (Org.); BRANT, V. C. (Org.). São Paulo: o povo em movimento. Petrópolis: Vozes, 1980.
- Guia da inflação para o povo. Petrópolis: Vozes, 1980.
- O que é socialismo hoje. Petrópolis: Vozes, 1980.
- Economia Política do Trabalho. São Paulo: Hucitec, 1977.
- A Crise do Milagre. Rio de Janeiro: Paz e Terra, 1976.
- Curso de Introdução à Economia Política. Rio de Janeiro: Forense, 1975.
- Economia Política da Urbanização. São Paulo: Brasiliense, 1973.
- A cidade e o campo. São Paulo: Brasiliense, 1972.  Em coautoria com CARDOSO, F. H.
- Dinâmica Populacional e Desenvolvimento. São Paulo: Hucitec, 1970.
- Desenvolvimento Econômico e Evolução Urbana. São Paulo: Editora Nacional, 1969.
- Desenvolvimento e Crise. São Paulo: Difusão Europeia, 1968.